# Сен-Сир-сюр-Мер (кантон)
Сен-Сир-сюр-Мер (фр. Saint-Cyr-sur-Mer) — кантон на юго-востоке Франции, в регионе Прованс — Альпы — Лазурный Берег (департамент — Вар, округ Бриньоль и Тулон). Кантон образован 22 марта 2015 года в качестве административного центра для 9 коммун: трёх из состава кантона Сен-Максимен-ла-Сент-Бом округа Бриньоль и шести из состава кантона Ле-Боссе округа Тулон.

## Историческая справка
Кантон Сен-Сир-сюр-Мер — новая единица административно-территориального деления Франции (департамент Вар, округ Тулон), созданная декретом от 27 февраля 2014 года. Новая норма административного деления вступила в силу на первых региональных (территориальных) выборах (новый тип выборов во Франции). Таким образом, единые территориальные выборы заменяют два вида голосования, существовавших до сих пор: региональные выборы и кантональные выборы (выборы генеральных советников). Первые выборы такого типа, на которых избирают одновременно и региональных советников (членов парламентов французских регионов) и генеральных советников (членов парламентов французских департаментов) состоялись в коммуне Сен-Сир-сюр-Мер 22 марта 2015 года. Эта дата официально считается датой создания нового кантона. Начиная с этих выборов, советники избираются по смешанной системе (мажоритарной и пропорциональной). Избиратели каждого кантона выбирают Совет департамента (новое название генерального Совета): двух советников разного пола. Этот новый механизм голосования потребовал перераспределения коммун по кантонам, количество которых в департаменте уменьшилось вдвое с округлением итоговой величины вверх до нечётного числа в соответствии с условиями минимального порога, определённого статьёй 4 закона от 17 мая 2013 года. В результате пересмотра общее количество кантонов департамента Вар в 2015 году уменьшилось с 43 до 23.
Советники департаментов избираются сроком на 6 лет. Выборы территориальных и генеральных советников проводят по смешанной системе: 80 % мест распределяется по мажоритарной системе и 20 % — по пропорциональной системе на основе списка департаментов. В соответствии с действующей во Франции избирательной системой для победы на выборах кандидату в первом туре необходимо получить абсолютное большинство голосов (то есть больше половины голосов из числа не менее 25 % зарегистрированных избирателей). В случае, когда по результатам первого тура ни один кандидат не набирает абсолютного большинства голосов, проводится второй тур голосования. К участию во втором туре допускаются только те кандидаты, которые в первом туре получили поддержку не менее 12,5 % от зарегистрированных и проголосовавших «за» избирателей. При этом, для победы во втором туре выборов достаточно простого большинства (побеждает кандидат, набравший наибольшее число голосов).

## Состав кантона
Новый кантон в составе округов Бриньоль и Тулон сформирован 22 марта 2015 года на территории 9 коммун: Нан-ле-Пен, План-д’Опс-Сент-Бом и Сен-Зашари (переданными из состава кантона Сен-Максимен-ла-Сент-Бом); Ла-Кадьер-д’Азюр, Ле-Боссе, Ле-Кастелле, Рибу, Сен-Сир-сюр-Мер и Синь (из состава упразднённого кантона Ле-Боссе).
С марта 2015 года площадь кантона — 385,79 км², включает в себя 9 коммун, население — 44 293 человека, плотность населения — 114,81 чел/км² (по данным INSEE, 2012).
| Коммуна                     | Французское название     | Код, INSEE | Площадь, км² | Население, чел. (2012) | Плотность, чел/км² |
| --------------------------- | ------------------------ | ---------- | ------------ | ---------------------- | ------------------ |
| Коммуны округа Бриньоль (3) |                          |            |              |                        |                    |
| Нан-ле-Пен                  | Nans-les-Pins            | 83087      | 47,99        | 4 153                  | 87                 |
| План-д’Опс-Сент-Бом         | Plan-d’Aups-Sainte-Baume | 83093      | 24,91        | 1 859                  | 75                 |
| Сен-Зашари                  | Saint-Zacharie           | 83120      | 27,02        | 5 013                  | 186                |
| Коммуны округа Тулон (6)    |                          |            |              |                        |                    |
| Ла-Кадьер-д’Азюр            | La Cadière-d’Azur        | 83027      | 37,42        | 5 448                  | 146                |
| Ле-Боссе                    | Le Beausset              | 83016      | 35,95        | 9 204                  | 256                |
| Ле-Кастелле                 | Le Castellet             | 83035      | 44,77        | 4 083                  | 91                 |
| Рибу                        | Riboux                   | 83105      | 13,48        | 33                     | 2,4                |
| Сен-Сир-сюр-Мер             | Saint-Cyr-sur-Mer        | 83112      | 21,15        | 11 755                 | 556                |
| Синь                        | Signes                   | 83127      | 133,1        | 2 745                  | 21                 |